# Weltmeisterschaften im Modernen Fünfkampf 1970
1970 fanden die Weltmeisterschaften im Modernen Fünfkampf in Warendorf, Deutschland, statt.

## Herren

### Einzel
| Platz | Land        | Sportler             |
| ----- | ----------- | -------------------- |
| 1     | Ungarn      | Péter Kelemen        |
| 2     | Ungarn      | András Balczó        |
| 3     | Sowjetunion | Borys Onyschtschenko |

### Mannschaft
| Platz | Land           | Sportler                                                |
| ----- | -------------- | ------------------------------------------------------- |
| 1     | Ungarn         | Péter Kelemen András Balczó Pál Bakó                    |
| 2     | Sowjetunion    | Borys Onyschtschenko Wjatscheslaw Below Stasys Šaparnis |
| 3     | BR Deutschland | Walter Esser Elmar Frings Karsten Reder                 |

## Medaillenspiegel
| Platz | Land           | Goldmedaille | Silbermedaille | Bronzemedaille |
| 1     | Ungarn         | 2            | 1              | –              |
| 2     | Sowjetunion    | –            | 1              | 1              |
| 3     | BR Deutschland | –            | –              | 1              |